# Maria Curcio
Maria Curcio (Nàpols, Itàlia, 27 d'agost de 1920 - Porto, Portugal, 30 de març de 2009) fou una pianista clàssica italiana que com a professora va tenir una gran reputació.
Els seus alumnes més il·lustres foren Peter Frankl, Pierre-Laurent Aimard, Martha Argerich, Barry Douglas, Radu Lupu, Rafael Orozco, Ignat Soljenitsin (fill de l'escriptor Aleksandr Soljenitsin), Geoffrey Tozer i Mitsuko Uchida.
Va rebre classes d'Artur Schnabel i va saber transmetre els seus ensenyaments als seus propis alumnes.

## Biografia
Maria Curcio va néixer a Nàpols el 1920, de pare italià i de mare brasilera, pianista com la filla i que havia estudiat amb un alumne de Ferruccio Busoni.
Tocava ja a l'edat de tres anys i amb menys de set anys va ser convidada a Roma per tocar davant Benito Mussolini, però es nega a fer-ho.
Va rebre l'ensenyament escolar a casa amb la finalitat de tenir més temps per practicar el piano. No va tenir una infantesa feliç perquè no va tenir temps de jugar amb els seus amics.
Ottorino Respighi la va convidar en aquella època a donar un recital a casa seva. Va ser acceptada en el conservatori de Nàpols a l'edat de nou anys, rebent el seu diploma als 14 anys.
La seva mare va fer el possible perquè pogués estudiar amb Alfredo Casella i Carlo Zecchi (un alumne d'Artur Schnabel) a Itàlia i amb Nadia Boulanger a París. Va estudiat igualment amb Artur Schnabel, a partir de l'edat dels 15 anys. Aquest no tenia costum de tenir alumnes joves, però el seu fill, Karl Ulrich, li va persuadit de fer-li una audició a Maria.
Quan la va sentir, la va descriure com "un dels més grans talents que he trobat mai". Quan Schnabel estava en gira, rebia lliçons de Fritz Busch.
Va fer el seu debut a Londres el 1939, però al principi de la Segona Guerra Mundial estava a Amsterdam, a on havia seguit al secretari de Schnabel, Peter Diamand i on tocava sovint.
Durant l'ocupació alemanya dels Països Baixos, a partir de 1940, quan als jueus els era prohibit tocar en públic, va rebutjat totes les ofertes per tocar, com a senyal de protesta, atès que Peter Diamand era jueu. Diamand va passar algun temps en un camp de concentració neerlandès abans d'escapar-se, i amb ell Maria. Van haver d'amagar-se llavors dels nazis, en graners i altres llocs ocults amb pocs aliments.
Maria Curcio va resultar víctima de la malnutrició i de la tuberculosi i no era capaç de caminar correctament, menys encara de tocar el piano.
La seva carrera d'intèrpret havia arribat al seu final.
Es va casar amb Peter Diamand el 1948 i va necessitar de diversos anys de teràpia per a poder recuperar l'ús de les seves cames, dels seus braços i dels seus dits.
Wilhelm Furtwängler volia enregistrar amb ella, però quan Furtwängler va morir, el 1954, Maria no havia recuperat suficientment les força com per a fer-ho. Finalment va tornar a tocar, va col·laborant amb artistes com ara Benjamin Britten, Carlo Maria Giulini, Szymon Goldberg, Otto Klemperer, Josef Krips, Pierre Monteux i Elisabeth Schwarzkopf. Va oferir el seu últim concert pianístic el 1963.
Després es va dedicar a l'ensenyament de piano, donant a més nombroses màster classes. Igualment va aconsellar a cantants a instàncies de Josef Krips, quan era director de l'Òpera dels Països Baixos. En aquest mateix període, Peter Diamand havia estat nomenat director del Festival d'Edimburg i s'havien traslladat a viure al Regne Unit.
Va participar en el jurat del Concurs Internacional de Piano de Leeds el 1966. Va estat nomenada professora convidada de la Royal Academy of Music
Va tocar en privat amb Sir Clifford Curzon, qui l'havia presentat a Benjamin Britten, Peter Pears i el seu entorn el 1947. Va tocar sovint a quatre mans amb Britten.
Ella i el seu marit es van divorciar el 1971, després que Diamond tingués una relació amb Marlene Dietrich. Va passar els seus últims anys a Porto, Portugal, on va morir el març de 2009, als 89 anys.

## Mitjans de comunicació
BBC Scotland va fer dues pel·lículas sobre Maria Curcio als anys 1980 : Music in camera : Maria Curcio - Fulfilling a Legacy i Maria Curcio - Piano Teacher.
El seu deixeble Douglas Ashley va fer un documental sobre la vida de Maria Curcio, Música més enllà del so (1993). Igualment va escriure un llibre amb el mateix títol.
France Musique li va dedicar un programa, Mémoires retrouvées.

## Alumnes
- Pierre-Laurent Aimard
- Martha Argerich
- Douglas Ashley
- Thomas Bartlett
- Peter Bithell
- Michel Block
- Evelyne Brancart
- Angela Brownridge
- Myung-whun Chung
- Rae de Lisle
- Simone Dinnerstein
- Barry Douglas
- Christopher Elton
- José Feghali
- Leon Fleisher
- Claude Frank
- Peter Frankl
- Franz Glazer
- Anthony Goldstone
- Suzanne Goyette
- Albert Guinovart
- Sam Haywood
- Jean-François Heisser
- Ian Hobson
- Niel Immelman
- Terence Judd
- Angela Kim
- Vedat Kosal
- Dalia Lazar (darrera alumna)
- Eric Le Sage
- Radu Lupu
- Tessa Nicholson
- Rafael Orozco
- Alfredo Perl
- Matti Raekallio
- Matthew Schellhorn
- Ignat Soljenitsin
- Yevgeny Sudbin
- Sergio Tiempo
- Hugh Tinney
- Geoffrey Tozer
- Mitsuko Uchida
- Douglas Weeks